# Llandudno
Llandudno er en by i Nord-Wales i grevskabet Clwyd. Byen ligger lige nord for Conwy Valley, og en vigtig turist-, markeds- og handelsby for lokalområdet. Byen har en station på Conwy Valley Line, men der er også direkte tog fra Crewe og endog enkelte fra London (i højsæsonen).
Llandudno er først og fremmest en klassisk engelsk badeby og betegnes endda som "Dronningen af Wales' badebyer". Ud over at være badeby fungerer byen som udgangspunkt for mange turisters besøg i Conwy og Conwy Valley og der er en række forskellige seværdigheder og skøn natur indenfor relativt kort afstand af byen. Byudviklingen begyndte med jernbanens adkomst i 1848, men der har været bebyggelse på stedet længe inden – måske allerede i stenalderen. På forbjerget Great Orme har man fundet en kobber-mine fra bronze-alderen.

## Seværdigheder
- Fine strande med strandpromenader og gamle, fine hoteller
- Llandudno Pier
- Great Orme: Forbjerg med sporvogn og tovbane op til toppen, smuk udsigt og en kobber-mine fra bronze-alderen
- Alice i Eventyrland museum

## Kendte bysbørn
- Neville Southall, tidligere fodboldspiller.
- Neal Eardley, fodboldspiller.
- William Morris "Billy" Hughes, 7. statsminister af Australien.

1. ↑  Parish Profiles, Office for National Statistics, hentet 5. august 2024 (fra Wikidata).